# Неліда Піньйон
Неліда Піньйон (порт. Nélida Piñon; 3 травня 1937, Ріо-де-Жанейро, Бразилія — 17 грудня 2022, Лісабон) — бразильська письменниця.

## Біографія
Неліда Піньйон народилася 3 травня 1937 року в місті Ріо-де-Жанейро, Бразилія. Її батьки були родом із Галісії.
1961 року написала свою першу книгу «Довідник Габріеля Арканжу».
2005 року вона отримала премію принцеси Астурійської в номінації «Література».

## Творчість

### Романи
- Guia-Mapa de Gabriel Arcanjo (Довідник Габріеля Арканжу) (1961)
- Fundador (Засновники) (pre-1971)
- A Casa da Paixão (Дім пристрасті) (1972)
- A força do destino (Сила долі) (1977)
- The Republic of Dreams, tr. Helen Lane, University of Texas Press (1991), ISBN 0-292-77050-2
- A doce cançao de Caetana (1987)

### Оповідання
- Tempo das frutas (1966)
- Sala de armas (1973)
- O calor das coisas (1980)
- O pão de cada dia: fragmentos (1994)
- Cortejo do Divino e outros contos escolhidos (2001)